# Bark at the Moon
Bark at the Moon je třetí sólové studiové album anglického heavy metalového zpěváka Ozzy Osbournea, vydané v listopadu roku 1983. Je prvním Osbourneovým sólovým albem, kde neúčinkuje kytarista Randy Rhoads, který zemřel rok před jeho vydáním. Album představilo kytaristu Jake E. Leea, bývalého člena skupin Mickey Ratt, Rough Cutt a Dio.
Je také jediným Osbourneovým albem, kde je uveden sám jako autor všech skladeb, ačkoliv v poznámkách k albu The Ozzman Cometh uvádí, že titulní skladbu napsal společně s kytaristou Jake E. Leem. Osbourneův bývalý baskytarista Bob Daisley uvedl, že on a Lee jsou spoluautory většiny hudby a že napsal většinu textů. Z právních důvodů, ani Lee ani Daisley nebyli uvedeni jako spoluautoři hudby. Daisley uvedl, že výměnou za finanční odškodnění, se vzdal nároku uvedení jeho autorství.
Album Bark at the Moon bylo remasterováno a vydáno na CD v roce 1995. Znovu vydáno bylo v roce 2002 a bylo vlastně skutečným remixem alba. Mnoho fanoušků bylo nespokojeno s tímto remixem, poukazujíc na to, že některé pasáže z originálního mixu nejsou obsaženy na remixu, zejména několik sólových kytarových partů.
V žebříčku Billboard album dosáhlo pozice č. 19 a za několik týdnů po vydání bylo oceněno jako Gold, za prodej 500 000 kusů jenom ve Spojených státech, kde později bylo dosaženo prodeje 3 000 000 kopií.
Ve Spojeném království bylo album třetím ze čtyř Osbourneových alb, které v lednu 1984 dosáhlo ocenění Silver od Britského fonografického průmyslu, za prodej 60,000 kopií.

## Seznam skladeb
Všechny texty napsal Ozzy Osbourne
| Pořadí | Název                          | Autor                                   | Délka |
| ------ | ------------------------------ | --------------------------------------- | ----- |
| 1.     | Bark at the Moon               | Ozzy Osbourne, Jake E. Lee, Bob Daisley | 4:17  |
| 2.     | You're No Different            | Osbourne                                | 5:49  |
| 3.     | Now You See It (Now You Don't) | Osbourne                                | 5:10  |
| 4.     | Rock 'n' Roll Rebel            | Osbourne                                | 5:23  |
| 5.     | Centre of Eternity             | Osbourne                                | 5:15  |
| 6.     | So Tired                       | Osbourne                                | 4:00  |
| 7.     | Slow Down                      | Osbourne                                | 4:21  |
| 8.     | Waiting for Darkness           | Osbourne                                | 5:14  |

### Bonus na vydání z roku 1995
| Pořadí | Název                | Autor    | Délka |
| ------ | -------------------- | -------- | ----- |
| 9.     | Spiders in the Night | Osbourne | 4:31  |

### Bonusy na vydání z roku 2002
| Pořadí | Název               | Autor    | Délka |
| ------ | ------------------- | -------- | ----- |
| 9.     | Spiders             | Osbourne | 4:31  |
| 10.    | One Up the 'B' Side | Osbourne | 3:25  |

### Původní vydání v UK
| Pořadí | Název                          | Autor         | Délka |
| ------ | ------------------------------ | ------------- | ----- |
| 1.     | Rock 'n' Roll Rebel            | Ozzy Osbourne | 5:23  |
| 2.     | Bark at the Moon               | Osbourne      | 4:17  |
| 3.     | You're No Different            | Osbourne      | 5:49  |
| 4.     | Now You See It (Now You Don't) | Osbourne      | 5:10  |
| 5.     | Forever                        | Osbourne      | 5:15  |
| 6.     | So Tired                       | Osbourne      | 4:00  |
| 7.     | Waiting for Darkness           | Osbourne      | 5:14  |
| 8.     | Spiders                        | Osbourne      | 4:20  |

## Sestava
- Ozzy Osbourne – zpěv
- Jake E. Lee – kytara
- Bob Daisley – baskytara
- Tommy Aldridge – bicí
- Don Airey – klávesy